# Biely kameň
Biely kameň je přírodní rezervace ve správních územích obcí Cigeľ a Handlová v okrese Prievidza v Trenčínském kraji na Slovensku Území bylo vyhlášeno v roce 1973 a jeho rozloha je 115,9 hektaru. Předmětem ochrany je dominantní skalnatý vrchol v pohoří Vtáčnik, s ukázkou rozpadu lávových proudů a ve Vtáčniku neobvyklých ryolitových těles.